# Politikåret 1821

## Händelser
- 10 augusti - Missouri blir delstat i USA.[1]

### Fotnoter
1. ↑  ”Missouri” (på engelska). World Statesmen. http://www.worldstatesmen.org/US_states_L-M.html#Missouri. Läst 30 juli 2015.